# Connla (Conn Cétchathach)

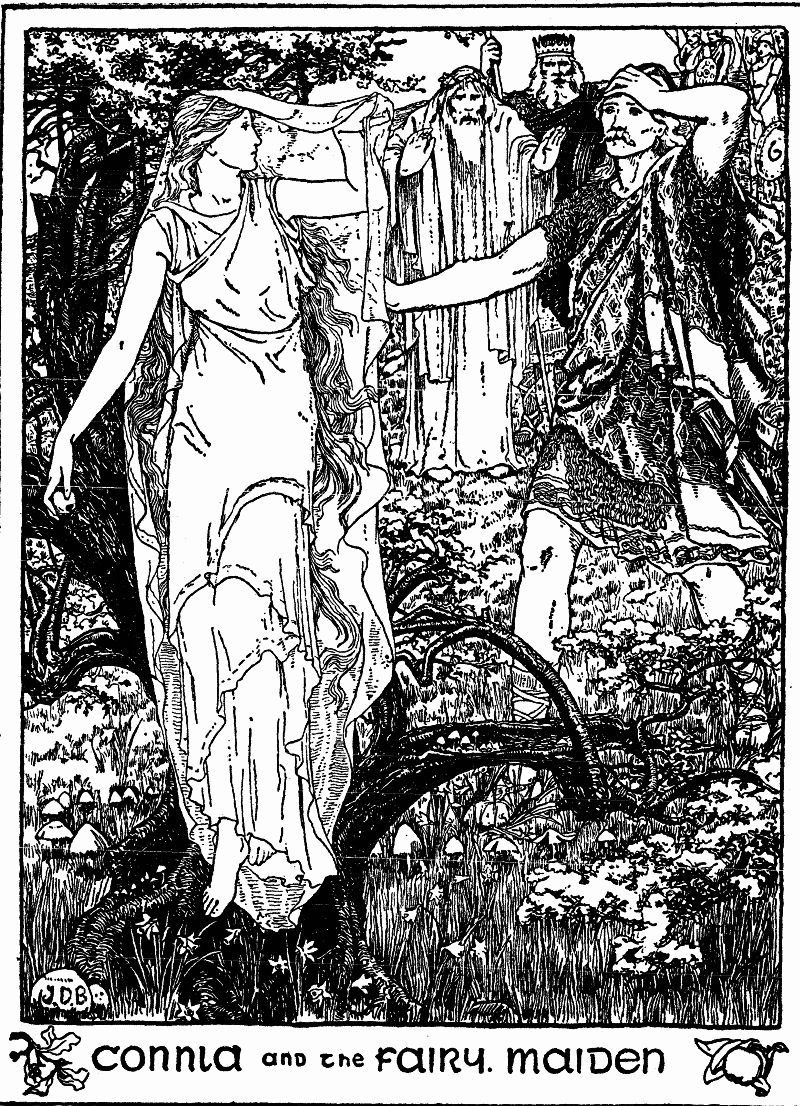
Connla folgt der Fee in die Anderswelt

Connla ['koNla], auch Conle, ist in der keltischen Mythologie Irlands ein Sohn des Königs Conn Cétchathach. Sein Bruder Art ist der Vater des berühmten Königs Cormac mac Airt.
Connla ist die Hauptperson der Erzählung Echtrae Chonnlai aus dem Historischen Zyklus. Er verliebt sich in eine Fee und folgt ihr gegen den Willen seines Vaters Conn in die Anderswelt.
Eduard Stucken verarbeitete den Stoff zu seiner Romanze Connla.
Connla darf nicht mit der gleichnamigen Sagenfigur Connla aus dem Ulster-Zyklus verwechselt werden, dem Sohn Cú Chulainns und Aoifes.